# Distretto di Sokółka
Il distretto di Sokółka (in polacco powiat sokólski) è un distretto polacco appartenente al voivodato della Podlachia.

## Geografia antropica

### Suddivisioni amministrative
Il distretto comprende 10 comuni.
- Comuni urbano-rurali: Dąbrowa Białostocka, Sokółka, Suchowola
- Comuni rurali: Janów, Korycin, Krynki, Kuźnica, Nowy Dwór, Sidra, Szudziałowo